# سبيروس كبريانو
سبيروس كبريانو (باليونانية: Σπύρος Κυπριανού)، من مواليد 28 أكتوبر عام 1932م، وتوفي بتاريخ 12 مارس 2002م، وهو رئيس جمهورية قبرص، وعاش فترة الرئاسة من تاريخ 3 سبتمبر 1977م إلى 28 فبراير 1988م.

## روابط خارجية
- سبيروس كبريانو على موقع مونزينجر (الألمانية)